# Bahía de Tumaco
La bahía de Tumaco, golfo de Tumaco o rada de Tumaco es una bahía del océano Pacífico ubicada al extremo sur occidental de Colombia,departamento de Nariño. Sus aguas bañan la ciudad de San Andrés de Tumaco, el segundo puerto más relevante del país en el Pacífico.
La bahía se encuentra definida por la punta Cascajal al norte y la isla Grande al sur, que forma parte del cabo Manglares en el delta del río Mira. En el extremo sur occidental de la bahía se encuentra un archipiélago conformado por las islas Bocagrande, Vaquería, La Viciosa, San Andrés de Tumaco  y el Morro, rodeadas por múltiples esteros como el del Tabacal, Guadaranjo, Natal, y Aguadara.
La bahía fue visitada por europeos por primera vez hacia 1526, probablemente por los españoles Diego de Almagro y Francisco Pizarro. En su ruta hacia Perú desde la Ciudad de Panamá, exploraron la difícil costa del océano Pacífico de Colombia, llegando en 1527 a la Isla del Gallo donde 13 caballeros decidieron continuar con Francisco Pizarro en la conquista del Peru. Las difíciles condiciones de la región impidieron que la colonización española penetrara en este litoral, por eso continuaron hacia el sur. 
Durante la conquista y la colonia, los nativos del litoral Pacífico fueron denominados indios barbacoas, en alusión a las casas elevadas del suelo a manera barbacoa. En cuanto a la población afrodescendiente de esta region, ellos llegaron como esclavos, desde los ríos Dande y Cuango de Angola, y trabajaron principalmente en las minas de oro.